# Медведев, Александр Александрович (НКВД)
Алекса́ндр Алекса́ндрович Медве́дев (1900—1940) — сотрудник НКВД, депутат Верховного Совета СССР 1-го созыва. Входил в состав особой тройки НКВД СССР.

## Биография
Родился в Петербурге в семье слесаря. Русский.
Окончил 3-классное церковно-приходское училище (1911), 4-классное реальное училище (1917). В 1913—1919 гг. работал подручным слесаря, слесарем.
С 1919 г. в РККА. Член РКП(б) с 1919 г.
В 1919—1922 гг. на комсомольской, партийной и хозяйственной работе.

## Карьера в органах НКВД
В органах ВЧК−ОГПУ−НКВД с 1923.
В 1923—1925 гг. уполномоченный Октябрьского железнодорожного отдела информации ГПУ, райуполномоченный Финляндского железнодорожного участка ГПУ, помощник уполномоченного 4-й группы Экономического отдела Полномочного представительства ОГПУ Ленинградского ВО. В 1925—1929 гг. уполномоченный, старший уполномоченный, начальник части Ленинградского окружного транспортного отдела ОГПУ. В 1929—1931 гг. начальник 1-го отделения Экономического отдела Полномочного представительства ОГПУ Ленинградского ВО. В 1931—1932 гг. начальник Управления Рабоче-крестьянской милиции по Ленинграду Полномочного представительства ОГПУ Ленинградского ВО.
С 1932 г. помощник начальника Экономического отдела Полномочного представительства ОГПУ по Средней Азии. В 1932—1935 гг. начальник Самаркандского оперативного сектора ГПУ—НКВД и Особого отдела Узбекской дивизии, в распоряжении УНКВД Казахской АССР, в распоряжении НКВД СССР, затем заместитель начальника Экономического отдела УГБ УНКВД Московской области.
В 1935—1937 гг. начальник Магнитогорского окротдела—горотдела НКВД. С 07.04.1936 — капитан государственной безопасности.
С 10.10.1937 по 17.01.1939 нарком внутренних дел Башкирской АССР. Этот период отмечен вхождением в состав особой тройки, созданной по приказу НКВД СССР от 30.07.1937 № 00447 и активным участием в сталинских репрессиях.
Депутат Верховного Совета СССР 1-го созыва.

## Смерть
Арестован 01.1939. Осуждён 31.12.1939. Орган, вынесший решение — Военный трибунал войск НКВД Приволжского военного округа. Приговорён к высшей мере наказания. Расстрелян 25.06.1940. В реабилитации отказано в 1999 году.

## Награды
- знак «Почётный работник ВЧК-ОГПУ (V)»
- орден Красной Звезды (19.12.1937)